# Trave Line

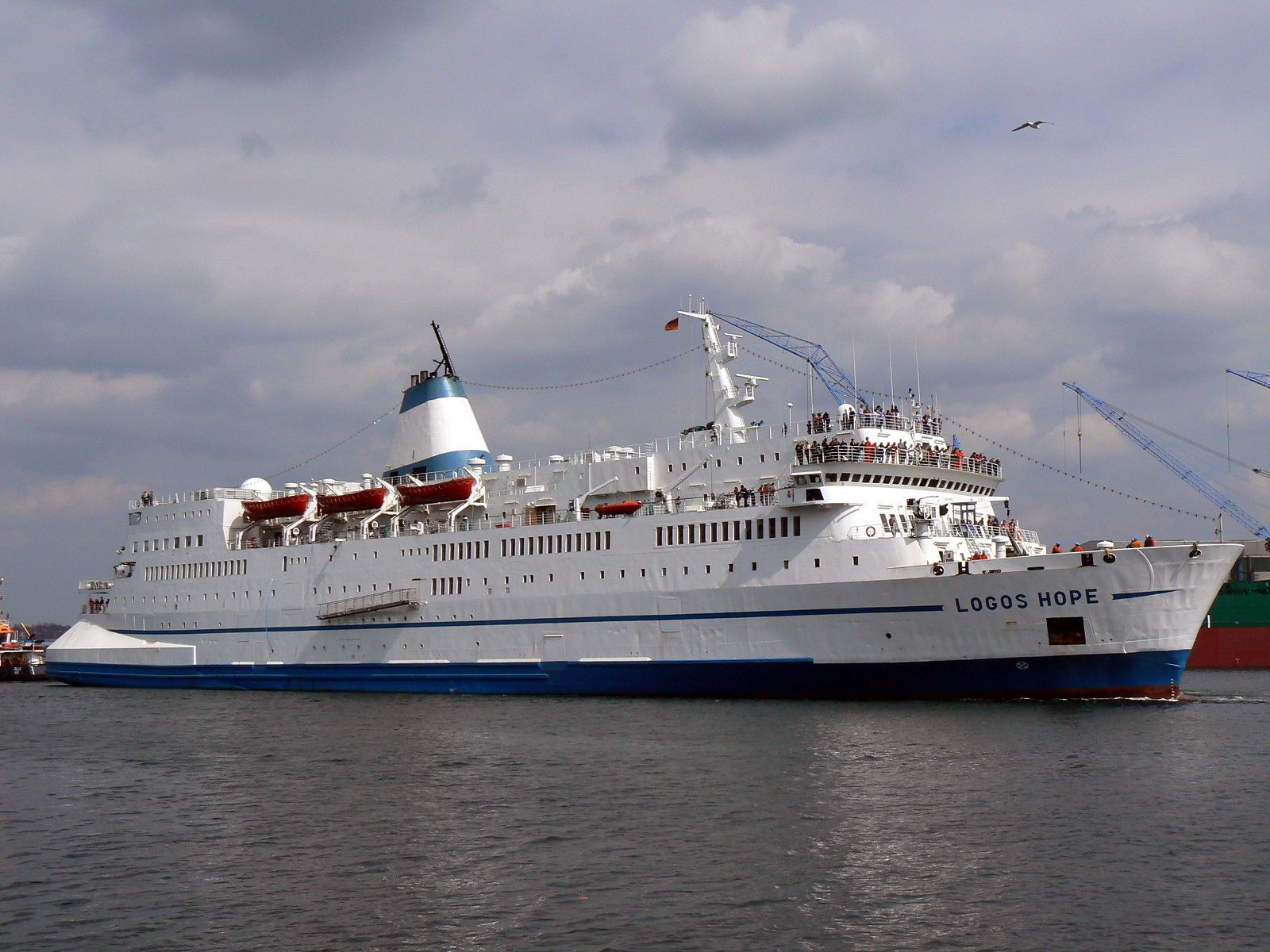
M/S Gustav Vasa, här som M/S Logos Hope

Trave Line var namnet för en linje för färjetrafik mellan Skåne och Travemünde i Tyskland. År 1962 startade Stockholms Rederi AB Sveas dotterbolag i Helsingborg, Linjebuss International, rutten Hälsingborg–Köpenhamn–Travemünde under namnet Trave Line. År 1967 samordnade Lion Ferry sin trafik på Tyskland med Sveas/Linjebuss Internationals under namnet Trave Line. Lion Ferry lämnade samarbetet 1969. Samma år ombildades Linjebuss International till Scandinavian Ferry Line och 1974 köptes rederiet av Johnsonkoncernen.
Under åren trafikerades rutten framför allt med Lion Ferrys bilfärja M/S Gustav Vasa. 
År 1965 startade SJ:s färjerederi en ny linje mellan Trelleborg och Travemünde, något år därefter lades läggs även Malmö till rutten. SJ:s färjerederi och Trave Line bildade 1976 ett gemensamt färjerederi för trafiken  mellan Skåne och Travemünde, Saga Line. Saga Line organiserade sin färjetrafik mellan Skåne och Tyskland så att all passagerartrafik gick från SJ:s färjerederis tidigare hamn Malmö och all lastbilstrafik från Trave Lines tidigare hamn Helsingborg.
Saga Line i sin tur inordnades 1980 i Johnsongruppens och Swedcarriers samriskföretag Scandinavian Ferry Line, som även omfattade Svenska Rederi AB Öresund, Flygbåtarna och LB-färjorna. År 1983 köpte Swedcarrier Johnsongruppens ägardel i Scandinavian Ferry Line och blev ensamägare till SFL.